# 小山田久
小山田 久（おやまだ ひさし、1946年10月8日 - ）は、日本の政治家。元青森県十和田市長（4期）。

## 来歴
1965年（昭和40年）、青森県立三本木高等学校卒業。1970年（昭和45年）3月、北里大学畜産学部獣医学科卒業。同年4月、青森県庁に採用され、農林部（木造家畜保健衛生所）に勤務する。2007年（平成19年）3月、退職。同7月、青森県草地畜産協会常務理事に就任。2008年（平成20年）7月、青森県畜産協会専務理事に就任。同年9月、退任。
2009年（平成21年）1月18日に行われた十和田市長選挙に連合青森の推薦を受けて立候補。現職の中野渡春雄、元青森県議会議員の中村友信（民主党・国民新党推薦）らを破り初当選した。1月30日、市長に就任。
※当日有権者数：人 最終投票率：%（前回比：pts）
| 候補者名   | 年齢 | 所属党派 | 新旧別 | 得票数   | 得票率 | 推薦・支持               |
| ---------- | ---- | -------- | ------ | -------- | ------ | ------------------------ |
| 小山田久   | 62   | 無所属   | 新     | 17,499票 | 49.11% | （推薦）連合青森         |
| 中野渡春雄 | 71   | 無所属   | 現     | 11,393票 | 31.98% |                          |
| 中村友信   | 53   | 無所属   | 新     | 6,738票  | 18.91% | （推薦）民主党・国民新党 |

2013年（平成25年）、無投票で2期目の当選。2017年（平成29年)、無投票で3期目の当選。
2021年（令和3年）、日本共産党県委員の中野渡旬を破り4選。
※当日有権者数：51,588人 最終投票率：34.78%（前回比：pts）
| 候補者名 | 年齢 | 所属党派   | 新旧別 | 得票数   | 得票率 | 推薦・支持                 |
| -------- | ---- | ---------- | ------ | -------- | ------ | -------------------------- |
| 小山田久 | 74   | 無所属     | 現     | 13,918票 | 78.54% | （推薦）自由民主党・公明党 |
| 中野渡旬 | 72   | 日本共産党 | 新     | 3,804票  | 21.46% |                            |

2024年（令和6年）9月20日、翌2025年1月の市長選挙に立候補しないことを表明した。

## 政策
- 2015年（平成27年）2月、市は、耐震調査で建物の強度に問題があるとして十和田市立新渡戸記念館の4月からの休館と取り壊しを発表[6]。6月26日、同記念館を同月末で廃止する条例案および解体事業費を盛り込んだ補正予算案が市議会定例会において可決されると、資料の大半を所有する新渡戸家は廃止処分の取り消しを求め、青森地方裁判所に提訴するという事件に発展した。新渡戸家側は「耐震性は十分ある」として再調査を求めたが、市は方針どおり廃館とした[7][8]。
- 2020年（令和2年）5月29日、新型コロナウイルス対策の財源に充てるため、自身の12月期末手当を50％減額すると発表した[9]。